# 1805 en Lorraine
Chronologie de la Lorraine
- 1801
- 1802
- 1803
- 1804
- 1805
- 1806
- 1807
- 1808
- 1809

Cette page est une liste d'événements qui se sont produits durant l'année 1805 en Lorraine.

## Événements
- Élu député de la Meurthe : Jean Hyacinthe de Bouteiller; jusqu'en 1810.
- 1er février : Vincent-Marie Viénot de Vaublanc devient le second préfet de la Moselle, il restera à ce poste jusqu'en 1814. Selon Odette Voillard, « il entretient les meilleurs relations avec les notables du pays. Élégant gentilhomme qui parcourt à cheval son département, il a tendance à réinstaller aux postes dirigeants les principales familles de l'ancienne société. »[1]. Il contribue de plus à étendre l'usage du français dans l'instruction publique d'un département peuplé pour partie de populations de langue germanique.
- Ouverture de l'"asile d'aliénés" de Maréville, près de Nancy[2].

- Août : réception officielle de l'impératrice Joséphine à Nancy[2].

## Naissances

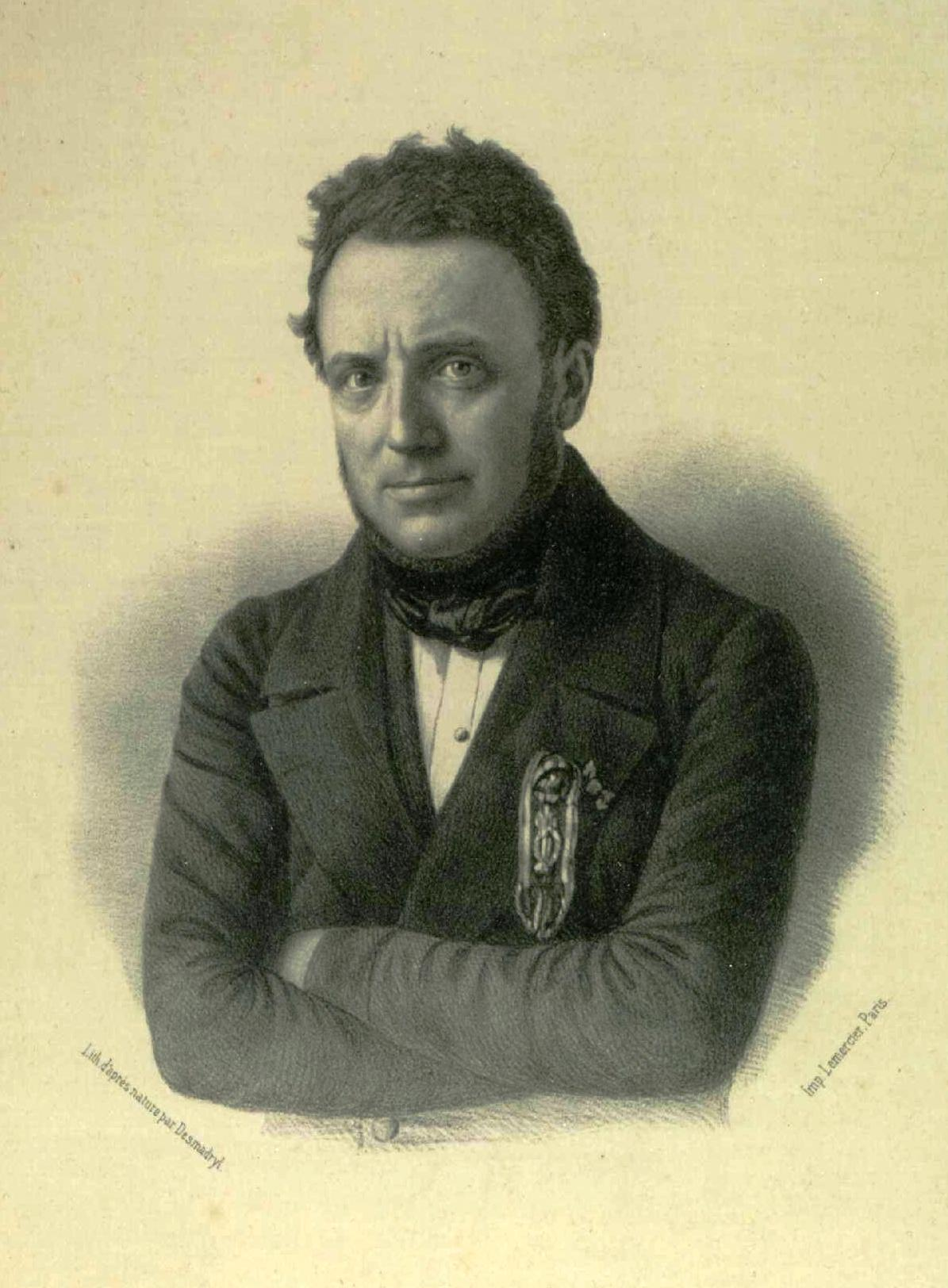
Charles-Auguste Salmon, représentant de la Meuse à l'Assemblée Nationale, 1848 (coll. part.)

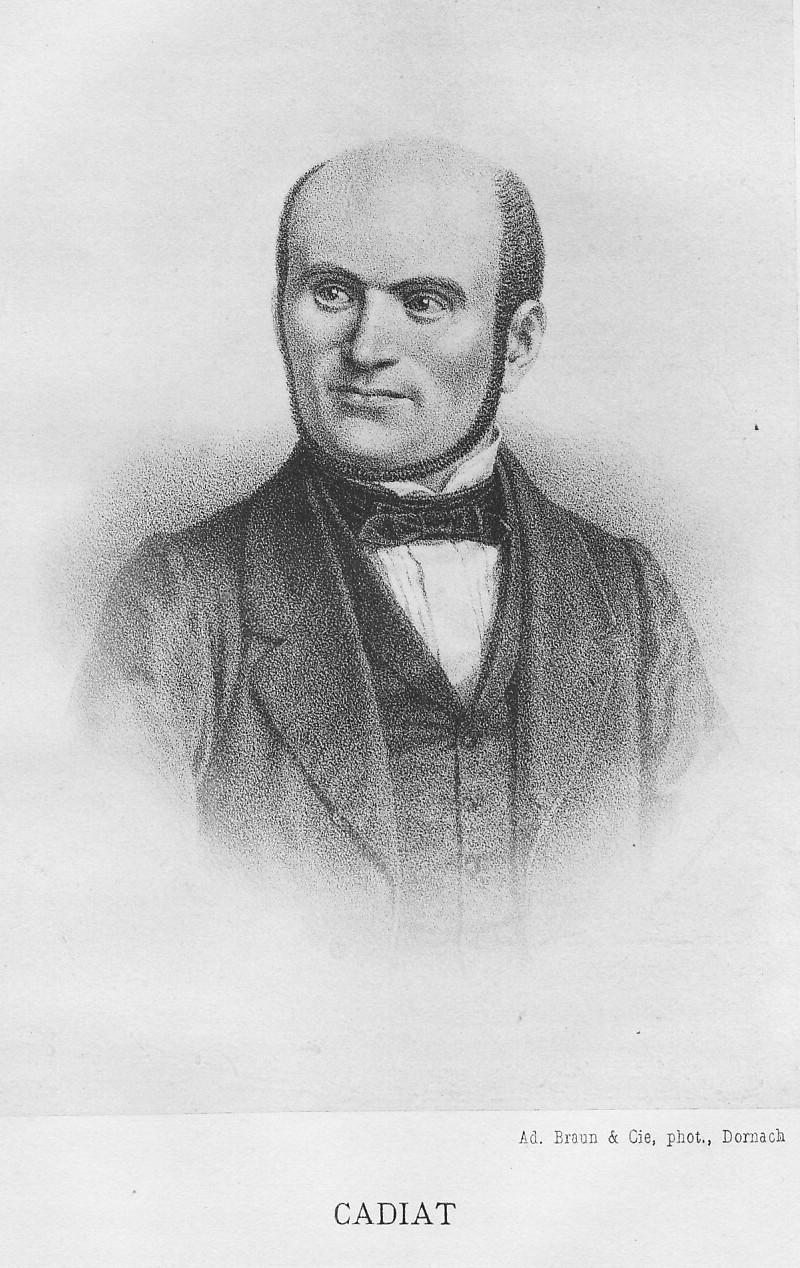
Nicolas Cadiat

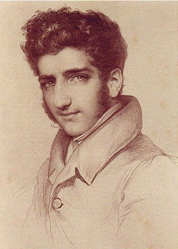
Adolphe d'Eichthal.

- 22 janvier à Metz : Xavier Rousselot décédé à Versailles le 24 janvier 1895[3] auteur, philosophe et traducteur français[4].
- 27 février (8 ventôse an XIII) à Riche dans l'arrondissement de Château-Salins: Charles-Auguste Salmon, mort à Paris le 26 décembre 1892, est un magistrat et homme politique français.
- 29 mars à Bidestroff : Eugène Schneider[5], souvent dénommé Eugène Ier, mort au 7 rue Boudreau le 27 novembre 1875 à Paris 9e[6], industriel et homme politique français. Avec son frère Adolphe, maître de forges au Creusot, ils créèrent et prirent la Direction de la société Schneider et Cie. Il s'impliqua, durant de nombreuses années, dans la vie politique locale et nationale.
- 19 juin à Metz : Mathieu Richard Auguste Henrion (décédé en 1862), juriste et historien du droit français. Il fut magistrat à Paris et Conseiller à la Cour d'Aix-en-Provence[7].
- 22 juin à Metz : Nicolas Cadiat[8], mort le 12 décembre 1856 à Toulon, ingénieur civil, ancien élève de l'école des Arts et Métiers de Châlons-sur-Marne (Châlons 1820)[9], diplômé en 1824, président de la Société des inventeurs.
- 14 octobre (22 vendémiaire an XIV) à Metz : Pierre-Charles Lamarle[10] dit Paul Faulquemont ou Paul de Faulquemont[11],[12], mort à Paris (19e) le 15 décembre 1872[13], journaliste et auteur dramatique français.
- 15 octobre à Verdun : Jacques Bandeville, mort à Paris 9e le 18 décembre 1880[14], sculpteur ornemaniste français du XIXe siècle.
- 11 novembre à Champigneulles (Meurthe): Marc Brice, homme politique français décédé le 25 juin 1877 à Champigneulles.
- 19 novembre à Metz : Théodore Fantin-Latour[15], mort  dans le 6e arrondissement de Paris[16] le 20 avril 1875, est un peintre pastelliste français.
- 17 décembre  à Cheppy : Autemarre d'Erville ou Charles, François, Xavier d'Autemarre d'Erville, décédé le  18 février 1891, général français.
- 19 décembre à Nancy : le baron Adolphe d'Eichthal (mort le 18 avril 1895 à Paris), financier et homme politique français.
- 27 décembre à Nancy : Matthieu-Prosper Morey, architecte français décédé à Nancy le 5 juillet 1886.

## Décès
- 2 mars à Heillecourt : Claude Durival, né à Saint-Aubin en 1728, économiste et agronome lorrain puis français, auteur d'ouvrages sur l'agronomie en Lorraine[17].
- 3 mars à Happoncourt : Louis-François de Civalart, chevalier, baron d'Happoncourt, né à Happoncourt le 9 avril 1733, seigneur d'Happoncourt, de Moncel et de Mandres-sur-Vair[18]. Il aura le titre de comte d'Happoncourt à Vienne le 6 août 1783[19].
- 13 mai, à Toul : Jean Claude Goffard, né le 26 février 1744 à Toul (Meurthe-et-Moselle), général français de la Révolution et de l’Empire.
- 14 mai à Verdun : Jean-Baptiste Dominique Catoire-Moulainville, homme politique français né le 4 août 1762 à Verdun (Meuse).
- 27 décembre à Nancy : Jean-Baptiste Claudot, dit Claudot de Nancy, né à Badonviller le 19 septembre 1733[20], peintre paysagiste et décorateur lorrain, puis français après 1766.